# Conseil politique suprême
Le Conseil politique suprême (en arabe : المجلس السياسي الأعلى) est une institution exécutive transitoire collégiale, non reconnue par la communauté internationale et proclamée le 28 juillet 2016 au Yémen par les Houthis et la faction pro-Saleh du Congrès général du peuple, lors de la guerre civile yéménite. Le Conseil politique suprême est composé de dix membres, dont cinq pour chacune des deux factions alliées. Il remplace partiellement le Comité révolutionnaire dans ses prérogatives.

## Historique

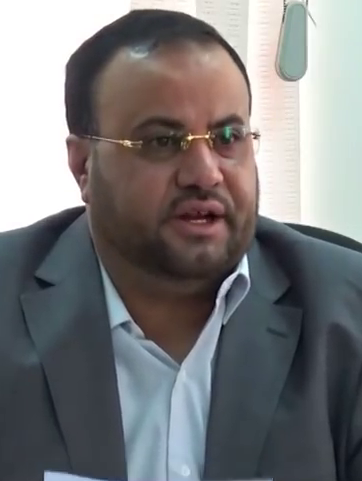
Saleh Ali al-Sammad, président du Conseil politique suprême de 2016 à 2018.

En réaction à la formation du Conseil, tandis que le gouvernement ben Dagher a dénoncé un « coup d'État », le médiateur de l'ONU, Ismaïl Ould Cheikh Ahmed, a également condamné cette décision.
Le 6 août 2016, le Conseil se réunit pour la première fois et ses membres sont annoncés. Saleh Ali al-Sammad et Kassem Labozah sont respectivement élus président et vice-président du Conseil.
Le 13 août, sous la menace de Houthis armés, 91 à 141 des 301 membres de la Chambre des députés, dont Yahya Ali al-Raie, président de la chambre parlementaire, se réunissent à Sanaa et votent à l'unanimité la confiance au Conseil suprême, mais ce score est inférieur au quorum de 151, ce qui provoque sa condamnation par le gouvernement installé à Aden et d'ambassadeurs de dix-huit pays favorables à un accord de paix.
Le 14 août, les membres du Conseil prêtent serment. Le 15 août, le Comité révolutionnaire transmet solennellement le pouvoir au Conseil politique suprême. Le jour-même, le Conseil suprême s'arroge les pouvoirs présidentiels. Cependant, le Comité révolutionnaire conserve l'essentiel des pouvoirs sur les zones que les Houthis contrôlent.
Le 20 août, une manifestation chiite, pro-Houthis et pro-Saleh, organisée en soutien au Conseil politique suprême, a rassemblé des dizaines à une centaine de milliers de personnes à Sanaa. Saleh Ali al-Sammad annonce alors la formation prochaine d'un gouvernement.
Le 23 août, le gouvernement sortant est chargé d'expédier les affaires courantes. Leur gouvernement, dirigé par Abdel Aziz ben Habtour, est formé le 4 octobre.
Le 23 avril 2018, les Houthis annoncent la mort le 19 avril, dans une attaque aérienne, de Saleh Ali al-Sammad. Mehdi Hussein al-Machat lui succède.

## Gouvernance
Les Houthis collectent la zakat au niveau étatique et lancent des collectes pour fêter Mawlid et l'Achoura chiite. Des superviseurs dirigent en parallèle les ministères et les gouvernorats. Certains s'occupent du domaine sécuritaire, d'autres de la zakat, d'autres sont financiers et d'autres dirigeants les prisons.
Les Houthis ont également interdit la commémoration de la révolution républicaine du 26 septembre et l'ont remplacée par le 21 septembre, date de leur prise de Sanaa en 2014.

### Gouvernement
Abdelkhalek al-Houthi, frère cadet d'Abdelmalek, est chef des Forces de réserve stratégiques à partir de 2014 puis dirige la région militaire de la capitale à partir de 2018. Abdelkarim, oncle d'Abdelmalek est chef exécutif du groupe et ministre de l'Intérieur. Enfin, Yahia Badreddine al-Houthi est ministre de l'Éducation.

## Membres du Conseil

### Initiaux
Les membres du Conseil sont les suivants :
- Sadeq Amin Abou Rass (vice-président) ;
- Saleh Ali al-Sammad (mort) ;
- Khaled Saïd al-Daïni ;
- Youssef al-Faïchi (jusqu'au 16 mai 2017) ;
- Kassem Labozah (vice-président) ;
- Mohammed Saleh al-Nouaïmi ;
- Moubarek Saleh al-Machane (mort)[20] ;
- Abdallah Jaber al-Wahbani ;
- Soltan al-Same'y ;
- Nasser Abdallah al-Noussaïri ;
- Mehdi Hussein al-Machat (à partir du 16 mai 2017) ;
- Qasim al-Ksadi (après décembre 2017) ;
- Mohammed Ali al-Houthi (à partir du 14 mars 2019)[21] ;
- Ahmed Ghaleb al-Rahawi (à partir du 14 mars 2019).

### Les membres du Conseil actuel
Le ministère des Affaires étrangères répertorie les membres suivants du CPS.
| Rôle             | Nom                              |
| ---------------- | -------------------------------- |
| Président        | Mehdi Hussein al-Machat          |
| Premier ministre | Ahmed Ghaleb al-Rahawi           |
| Membre           | Sadeq Amin Abou Rass             |
| Membre           | Mohammed Ali al-Houthi           |
| Membre           | Muhammad Saleh Al-Nuaimi         |
| Membre           | Abdallah Jaber Ghaleb al-Wahbani |
| Membre           | Mubarak Saleh Al-Mishn al-Zaidi  |
| Membre           | Soltan al-Same'y                 |
| Membre           | Khaled Saïd al-Daïni             |
| Membre           | Abdel Aziz ben Habtour           |